# Regelbau 134

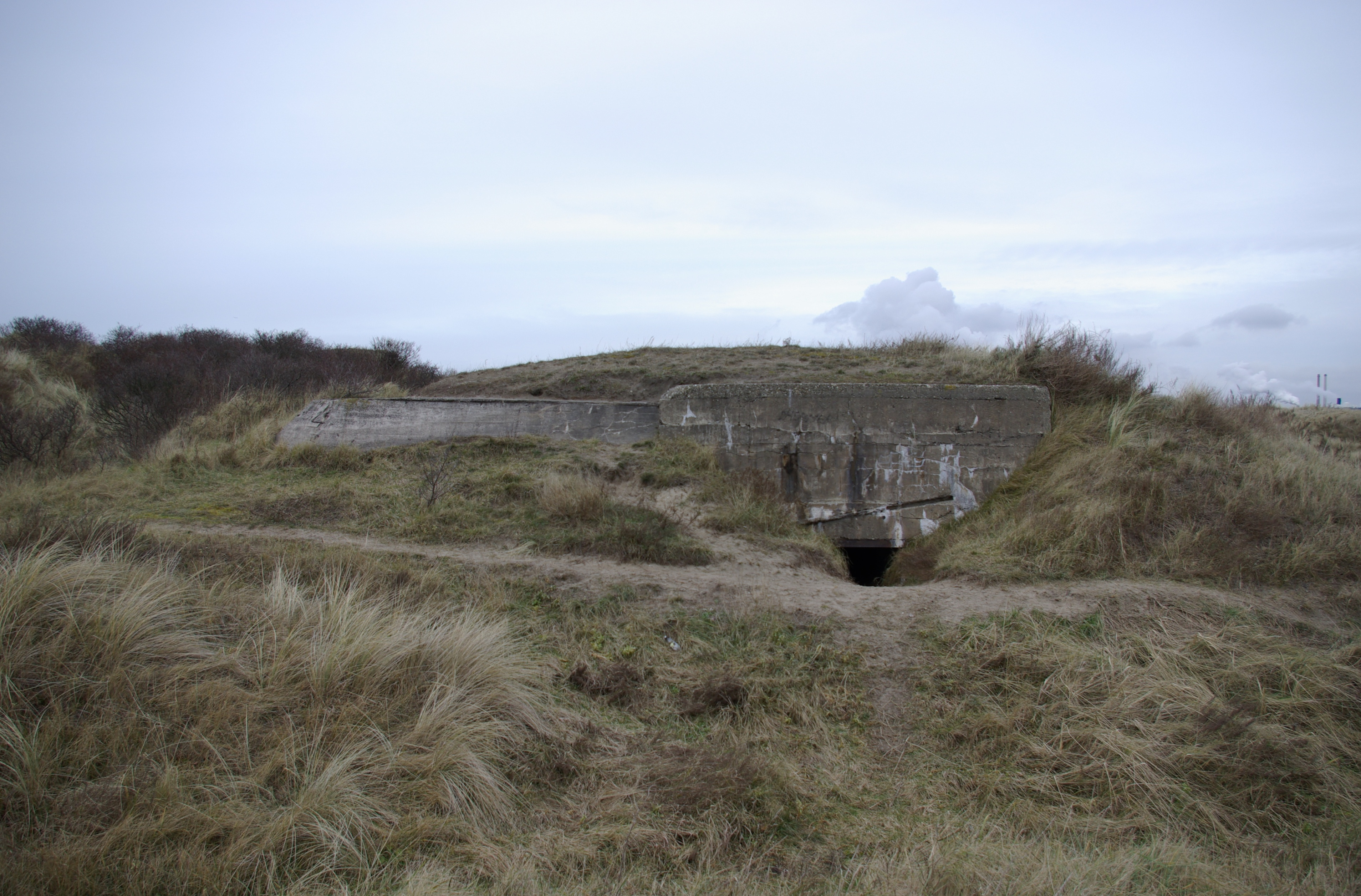
Une casemate de type Regelbau 134

La casemate de type Regelbau 134 est une casemate répondant au norme Regelbau. Sa mission est de servir d'abri de stockage pour munitions.
Elle a été conçu à l’origine pour la Heer.

## Construction
La construction nécessite de déblayer 700 m3 de matériau, la coulée de 500 m3 et l'utilisation de 28 t de fer à béton.

## Architecture
La casemate fait 11,10 m de long pour 10,8 m et  de haut.

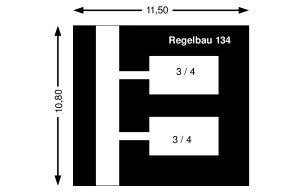
Plan d'une casemate de type Regelbau 134

Elle est composée de deux chambres pour stocker les munitions. Deux portes blindés ferment les chambres.

## Exemplaires
Le nombre total de casemates de ce type construit au Danemark est de 26.
Des exemplaires sont également présentes en France et aux Pays-Bas.